# فرودگاه شهری ریتون
 فرودگاه شهری ریتون (به انگلیسی: Raton Municipal Airport) یک فرودگاه همگانی با کد یاتا RTN است که یک باند فرود آسفالت دارد و طول باند آن ۱۹۲۸ متر است. این فرودگاه در کشور ایالات متحده آمریکا قرار دارد و در ارتفاع ۱۹۳۶ متری از سطح دریا واقع شده است.